# Raphael Gensert

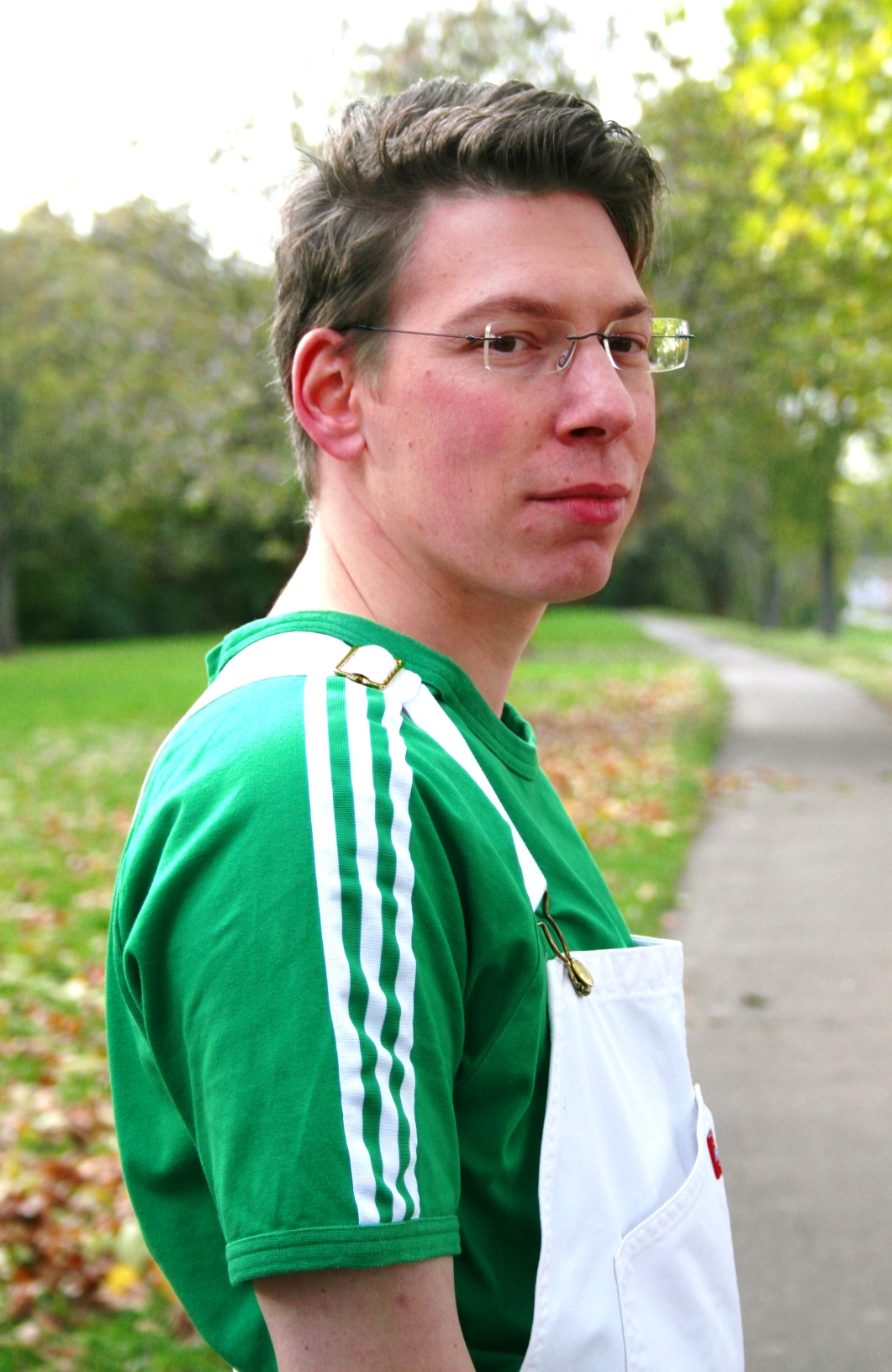
Raphael Gensert im Herbst 2012 in Saarbrücken am „Staden“

Raphael Gensert (* 3. Juni 1979 in Bad Homburg vor der Höhe) ist ein deutscher Radiomoderator, Sprecher, Autor und Produzent.

## Werdegang und berufliche Tätigkeit
Raphael Gensert absolvierte 1998 als Schüler ein Praktikum beim Jugendprogramm DASDING von SWF und SDR und wurde anschließend Freier Mitarbeiter, zunächst als Redakteur und Nachrichtensprecher, später als Moderator. Nach dem Abitur absolvierte er bis Frühjahr 2000 seinen Wehrdienst bei Radio Andernach. Dort moderierte er unter anderem die Frühsendung sowie zahlreiche Magazinsendungen. Im Anschluss an seinen Wehrdienst kehrte er nach Baden-Baden zu DASDING zurück und moderierte bis 2003 hauptsächlich die Frühsendung Startzeit und die Mittagssendung Mahlzeit.
Parallel zu seiner Tätigkeit beim SWR übernahm er 2002 bis 2005 das Wochenende und gelegentliche Sendungen im Tagesprogramm bei hr XXL (heute You FM), dem Jugendprogramm des Hessischen Rundfunks in Frankfurt am Main. Während dieser Zeit arbeitete Raphael Gensert zusätzlich für hr1 und hr2 und für die Fernsehproduktionsfirma Filmpool. Er trat bei RTL und Sat.1 mehrfach als Darsteller in Gerichtsshows wie Richterin Barbara Salesch und Das Jugendgericht auf. 2004 erschien sein Berufseinstiegsratgeber Endlich Radiomoderator im Eigenverlag, 2015 die Neuauflage.
Von 2004 bis 2007 studierte Gensert in Marburg und Köln Sprache und Kommunikation und schloss das Studium als Bachelor of Arts ab. Es folgten Engagements bei SR 1 Europawelle und Unser Ding, wo er in zahlreichen Sendestrecken zu hören war. Zwischen 2009 und 2012 arbeitete er als Nachrichtenredakteur und -sprecher bei Radio Salü und Classic Rock Radio. Während dieser Zeit hielt er im Medienkompetenz-Zentrum der Landesmedienanstalt Saarland Fachseminare und Workshops zu Radiothemen ab. Die Angebote richteten sich hauptsächlich an Jungredakteure und -moderatoren. 2012 und 2013 volontierte er in der Medien- und Bürgerkommunikation in der Verwaltung der Landeshauptstadt Saarbrücken.
2014 war er als Urlaubsvertretung bei NDR Kultur zu hören.
Seit 2015 ist er als Autor für Belletristik aktiv. Nach gewonnenem Literaturwettbewerb des Verlags der Schatten erschien sein Kurzroman Wo nichts mehr ist in der Anthologie Mysteriöse Friedhöfe und Grabstätten, die im Herbst 2018 erschienen ist. 2019 veröffentlichte er mit seinem Kurzgeschichtenband Mittwoch, der 31. Februar sein erstes belletristisches Werk.
Seit 2017 moderiert er bei dpa-AFX, einer Tochtergesellschaft der Deutschen Presse-Agentur, regelmäßig Videoberichte zu Wirtschafts-, Finanz- und Börsenthemen.
Er lebt in Saarbrücken und Frankfurt am Main.
Raphael Gensert ist Mitglied der Vereinigung Deutscher Sprecher sowie der Verwertungsgesellschaft Wort und der GVL.

## Filmographie
- 2019: Auf Streife (Schein-heilig, Rolle: Heiko Seibert, Sanitärmeister, Täter)
- 2018: Auf Streife (Saving Christina Preien, Rolle: Steffen Thul, Fahrer, Täter)
- 2018: Auf Streife (Es ist aus, Meister!, Rolle: Matthias Krone, Lehrer, Geliebter, Tatverdächtiger)
- 2018: Auf Streife (Fleischeslust und Standesdünkel, Rolle: Max Huber, Mezger, Opfer)
- 2017: Auf Streife (Blindes Vertrauen, Rolle: Ben Ewald, Familienvater)
- 2017: Auf Streife (Die Schatzjäger, Rolle: Marlon Klee, Gewaltopfer)
- 2017: Auf Streife (Die flambierte Pizza, Rolle: Nick Wendt, Gewaltopfer)
- 2016: Hilf mir! (Auf der Suche nach dem XXL-Hintern, teilweise unveröffentlicht, Rolle: Mario Schreiner, Supermarktfilialleiter)
- 2015: Auf Streife (Likörchen for one, Rolle: Tim Schöller, Familienvater)
- 2008: Richterin Barbara Salesch (Jungfrau to go, Rolle: Justus Ziegler, Gabelstaplerfahrer)
- 2007: Richterin Barbara Salesch (Sie kommen!, Rolle: Paul Josten, Angeklagter Koch)
- 2007: Das Familiengericht (Lass die Puppen tanzen, Rolle: Ulf Wittkowski, Kläger)
- 2006: Richterin Barbara Salesch (Milieu-Special, unveröffentlichter Pilot, Rolle: Saleschs Referendar)
- 2006: Das Jugendgericht (Zwei Leichen, Rolle: Frank Großberg, Mitarbeiter Beerdigungsinstitut)
- 2005: Das Jugendgericht (Der Kirmes-Gigolo, Rolle: Peter Wagner, Maler)
- 2005: Das Jugendgericht (Die Untermieterin, Rolle: Torsten Senfer, Hausbewohner)
- 2004: Richterin Barbara Salesch (No Sex, Rolle: Klaus Mayer, Angeklagter Stalker)
- 2003: Niedrig und Kuhnt – Kommissare ermitteln (Die Farbe des Todes, Rolle: Tom Runa, Bankangestellter)

## Veröffentlichungen
- Mittwoch, der 31. Februar. Verlag Goldhand & Gress, Saarbrücken 2019, ISBN 978-3-9820602-3-1.
- Wo nichts mehr ist. In: Verlag der Schatten: Mysteriöse Friedhöfe und Grabstätten. Kressberg 2018, ISBN 978-3-946381-49-5.
- Endlich Radiomoderator, 2. vollständig überarbeitete Auflage Gensert Power-Verlag, Saarbrücken 2015, ISBN 978-300-051158-5.
- Es war eine geile Zeit – Wehrdienst in Andernach: Wie Klassenfahrt zum  Mikrofon. In: Zentrum für Operative Kommunikation der Bundeswehr (Hrsg.): 40 Jahre Radio Andernach – Soldaten senden für Soldaten. Mayen 2014, S. 106.4 ff
- Endlich Radiomoderator. Gensert Power-Verlag, Weimar an der Lahn 2005, ISBN 3-000-15350-0.